# 22775 Джейсонллойд
22775 Джейсонллойд (22775 Jasonelloyd) — астероїд головного поясу, відкритий 10 лютого 1999 року.
Тіссеранів параметр щодо Юпітера — 3,536.